# ОРТУ „Ванчо Питошески“ - Охрид
Общинското училище по ресторантьорство и туризъм „Ванко Питошески“ (на македонска литературна норма: Општинското угостителско-туристичко училиште „Ванчо Питошески“) е средно училище в град Охрид, Северна Македония. Носи името на комунистическия партизанин Ванчо Питошески.

## Основаване и развитие
Идеята за откриване на ресторантьорско училище в Охрид има по-дълбоки корени, датираща от втората половина на 1949 година. А именно председателят на Комитета по туризъм и хотелиерство на правителството на Социалистическа република Македония - Диме Бояноски, в съгласие с Министерството на труда, подписан от Боге Кузманоски на 19 септември 1949 година, прие решение по № 6433 за създаване на професионално училище за ресторантьорство в Охрид. Но тази идея не е реализирана. Имайки предвид природните условия по брега на Охридското езеро и културно-историческото наследство, туристическите работници от Охрид отдавна се сблъскват с проблема за липсата на обучен персонал. През юли 1953 година в четиригодишното училище е направена специализация в четвъртата година в професията ресторантьорство. В 1961 година в Охрид започва редовното преподаване в професионалното училище за обществено хранене с практическо обучение от две години. През учебната 1967/1968 година в училището се въвежда тригодишно преподаване. От 20 март 1973 година училището е упълномощено да провежда изпити за всички професии в областта на ресторантьорството: сервитьори, готвачи, портиери, сладкари, камериерки, точители, кебабчии, бармани, салатиери и други. От 26 юни 1984 година училището дава заниманието продавач от трета степен. От 8 декември 1990 година осигурява диплома за образователен профил туристически техник от четвърта степен. От 3 ноември 1992 година училището осигурява образователна дейност от пета степен за образователния профил сервитьор-специалист, готвач-специалист и сладкар-специалист.

## Цели и задачи
Целите и задачите на средното училище са:
- да организира и реализира постоянен учебен процес за няколко образователни профила и степени на професионална подготовка в областта на храненето и туризма;
- да участва в проучването на образователните и кадрови потребности при профилирането на професионалния персонал, който ги подготвя;
- да организира семинари, курсове, дебати, работни срещи и други форми на обучение и развитие на своя персонал;
- със свои предложения да участва в изготвянето на проекти на програми за общо и специално учебно съдържание за професиите и образователните профили, за които подготвя кадри;
- да организира професионално развиваща дейност за наблюдение и популяризиране на учебно-възпитателната работа, както и за професионално информиране и насочване на учениците;
- да участва в професионалното развитие на ръководния и преподавателския състав и други субекти, участващи в образователния процес в самото училище, в Бюрото за насърчаване на образованието и в други професионални институции;
- да обучава редовни ученици за квалифицирани работници от отрасъла за хранене и туризъм на икономиката;
- да обучава чрез вечерни занимания;
- да провежда при необходимост курсове и семинари за работници и служители от отрасъла за хранене на икономиката;
- да осигурява редовно и професионално-теоретично обучение на редовни ученици;
- чрез работата в класните стаи или в училищната работилница учениците да допълват знанията си от кетъринговата професия;
- да се развиват културни и трудови навици у учениците, чувство за социална активност при решаване на социални, училищни и лични въпроси.

## Обучение

### Организация и осъществяване на обучението
Учебният процес в училището се осъществява по годишни програми, които се приемат в началото на всяка учебна година, в сътрудничество с Бюрото по образованието към Министерството на образованието и науката на Република Македония.Въз основа на годишния план учителите по отделните предмети изготвят собствени работни планове.В тази насока се определят проектни дейности, които дават възможност на учениците да се подготвят за самостоятелна работа, да използват различни учебни ресурси, да изучават и изследват някои проблеми по определена тема и да изготвят проектни задачи, предвидени в приетата концепция за провеждане на държавната матура.

### Курсове
Съвременните условия на живот, нарастващото приложение на компютъризацията, прилагането на съвременна организация и технологии в ресторантьорството и туризма изискват постоянно усъвършенстване на учебно-възпитателния процес с нови методи и критерии, така че бъдещите кадри, напускащи училище, да могат успешно да се впишат в съвременните изисквания. Ето защо през 50-годишното съществуване на ОУТУ „Ванчо Питошески“ – Охрид се наблюдава трайно подобряване на качеството на преподаване и практическа работа с нови форми и съдържание. През 1961/1962 година учениците изучават: сервиране, готвене, организация на хранене и гостоприемство и чужд език. От следващата година се наемат хонорувани учители по предметите: македонски език, познание, физическо и здравно възпитание и общо икономическо образование. През учебната 1966/1967 година учебната програма е допълнена с предметите: стопанска и обща математика, икономика на предприятията, география и предвоенна подготовка.

### Практическо обучение
Практическото обучение в училището се осъществява в съществуващите класни стаи и в материалната база на партньорите. Практическите и теоретичните знания на учениците се проверяват чрез организиране на двадесетдневен стаж през лятото,както и чрез организиране на десетдневен професионален стаж за учениците от заключителните паралелки със социалните партньори по време на новогодишните и първомайските празници.

### Екологично образование
В рамките на образователната система на Република Северна Македония, в съответствие с глобалните усилия за опазване на човешката среда на Земята,се отделя специално внимание на поддържането на екологично чиста човешка среда. АУТУ „Ванчо Питошески“от Охрид, с няколко дейности е интегриран в системата за екологично образование. Поставени са приоритетни задачи в тази насока:пестене на енергия и вода по време на работа, поддържане на чистота в училището и аранжиране и поддържане на двора със зеленина.

### Ученици
През учебната 2011/2012 година в училището учат 428 ученици, от които 212 от профил готвачи, 202 от профил хотелиерско-туристически работници и 66 от профил сервитьори, разпределени в 22 паралелки. Освен редовни учебни занятия, следене на таланта и успеха на учениците, училището извършва и извънкласни образователни дейности, като организира безплатни ученически занимания, състезания, ученически екскурзии, общественополезен труд и ученическа общност.

### Студентско общежитие
Училището полага специални грижи за стандарта на учениците, за да направи престоя им в училището по-приятен. Това се отнася преди всичко за общежитието, студентския ресторант, материалното осигуряване на онези студенти с по-слаба материална база. Общежитието функционира от създаването на училището. Първите гости в дома са фолклорни състави, участвали в Балканския събор на народните песни и танци. През същата 1964 година през лятото отсядат участници в първия Охридски плувен маратон. Домът започва да се ползва от ученици през учебната 1964/1965 година. Домът разполага с капацитет от 111 легла, с тридесет и четири тройни спални и една стая за гости, с отделни тоалетни за всяка стая, модерна училищна кухня и модерен ресторант с триста и седемдесет места.